# Tattenai
Tattanu bzw. biblisch Tattenai war der unter Dareios I. in der Transeuphratene eingesetzte persische Statthalter. Vermutlich war er dem Satrapen von Babylon und der Transeuphratene Hystanes untergeordnet. Tattanu ist aus keilschriftlichen Quellen sowie biblischen Texten bekannt.

## Geschichte
518 v. Chr. wird im Schriftwechsel des Tattenai der babylonische „Kommissar“ Šamaš-aba-usur, von den jüdischen Exilanten als Zeuge für einen angeblich im Jahr 538 v. Chr. von Kyros II. verfügten Erlass benannt, in dem die Rückgabe der Tempelgeräte vom zerstörten Jerusalemer Heiligtum angeordnet sein soll.
Tattenai reiste deshalb eigens nach Jerusalem, um vor Ort besagtes Dokument zu sichten, da er selbst keine entsprechende Verwaltungsurkunde besaß. Die Reise stellte den Versuch dar, die aufkommenden Spannungen zwischen den Samaritanern und den jüdischen Rückkehrern zu schlichten. Da niemand ein Duplikat der Verwaltungsurkunde vorlegen konnte, entsprach Tattenai nicht der mündlichen Bitte, den Tempelschatz auszuhändigen, und trat unverrichteter Dinge wieder den Heimweg an.